# Los Montesinos
Los Montesinos är en ort i Spanien.   Den ligger i provinsen Provincia de Alicante och regionen Valencia, i den sydöstra delen av landet, 400 km sydost om huvudstaden Madrid. Los Montesinos ligger 24 meter över havet och antalet invånare är 3 194.
Terrängen runt Los Montesinos är huvudsakligen platt, men åt sydväst är den kuperad. Terrängen runt Los Montesinos sluttar österut.  Närmaste större samhälle är Torrevieja, 7,8 km sydost om Los Montesinos. 